# Gemmabryum badium
Gemmabryum badium là một loài Rêu trong họ Bryaceae. Loài này được (Bruch ex Brid.) J.R. Spence mô tả khoa học đầu tiên năm 2009.